# Лионел Феро
Лионел Феро (на испански: Lionel Ferro) е аржентински актьор, певец и влогър в YouTube.

## Биография
Лионел Феро е роден на 26 април 1995 г. в град Кордоба, Аржентина. Има по-малки брат и сестра.
Филмовата му кариера започва с участието му в сериала „Луна“ по Дисни Ченъл като става известен с ролята на Никола „Нико“ Наваро.
От 2016 г. качва свои клипове в YouTube.
През юни 2019 г. Лионел става баща за първи път. Кръщава дъщеря си Рома.